# Michael Owen
Michael James Owen (Chester, Inglaterra, 14 de diciembre de 1979) es un exfutbolista británico. Ganó el Balón de Oro en 2001, imponiéndose en la votación final a Raúl González y Oliver Kahn, lo que lo convirtió en el segundo jugador más joven en conseguir este premio.
Michael James Owen fue el cuarto hijo de Jeanette y Terry Owen. Su padre es un exfutbolista profesional y jugó en clubes como el Chester City y el Everton FC.
Michael fue aficionado del Everton en su infancia y asistió a la Escuela Primaria Rector Drew en Hawarden (Gales). Cuando ya tenía la edad de diez años, varios de los ojeadores más importantes del Reino Unido estaban siguiendo su progreso.

## Trayectoria

### Liverpool
Owen inició su carrera en el Liverpool Football Club, a cuyas categorías inferiores se unió a los 13 años. Debutó con el Liverpool contra el Wimbledon en mayo de 1997, al entrar como sustituto tras una lesión de Robbie Fowler y anotar un gol. La temporada 1998-99 resultó ser una gran temporada para Owen. Anotó 23 goles en 40 partidos con el Liverpool. A pesar de estar a un gran nivel, el Liverpool no logró cuajar una buena campaña y terminó en el séptimo lugar en la lucha por el título de liga y que no fue suficiente para alcanzar un lugar en torneos europeos. Owen se lesionaría el tendón de la corva en un partido de liga contra el Leeds United, el 12 de abril, que resultó ser una lesión recurrente y supuso un fin prematuro de su temporada.
En la temporada siguiente, Owen se lesionó debido a los efectos de la lesión sufrida la temporada anterior. Sin embargo, logró anotar 12 goles y ayudó a Liverpool a clasificarse para la Copa de la UEFA.
En la temporada 2000-01, ayudó al club en su temporada más exitosa en varios años. El equipo ganó la Copa de la Liga de Inglaterra, FA Cup y Copa de la UEFA. Owen anotó dos goles en los últimos minutos contra el Arsenal FC en la final de la FA Cup, lo que llevó a los reds a ganar por 2-1. Owen no anotó en la final de la Copa de la UEFA contra el Deportivo Alavés que finalizó con victoria del Liverpool por 5-4. Ganar la Copa FA y la Copa de la UEFA permitió que el Liverpool disputase la Charity Shield y la Supercopa de la UEFA al comienzo de la temporada 2001-02. Liverpool ganó los dos partidos; Owen anotó el segundo gol de la victoria por 2-1 sobre el Manchester United en la Charity Shield y el tercer gol en la victoria 3-2 contra el Bayern Múnich en la final de la Supercopa de la UEFA. Liverpool se convirtió así en el primer equipo inglés en ganar cinco trofeos en un año. Apenas una semana después, Owen volvería a batir al portero del Bayern de Múnich Oliver Kahn, en un amistoso internacional que Inglaterra ganaría por 5-1 a Alemania en Múnich.
En 2001 recibió el Balón de Oro, siendo el segundo jugador de fútbol más joven de la historia en conseguir este trofeo, a la edad de 21 años y 11 meses (por detrás de Ronaldo, quien lo consiguió en 1997 con 21 años y 3 meses).
Anotó su gol número 100 con el Liverpool el 21 de diciembre de 2001 contra el West Ham United. Liverpool terminó segundo en la liga en la temporada 2001-2002 y Owen jugó un papel clave en el éxito, anotando 28 goles.
La temporada 2002-03 vio a Owen en plena forma de nuevo como goleador marcando 28 goles.
Anotó en el Millennium Stadium de Cardiff cuando el Liverpool derrotó al Manchester United por 2-0 para ganar la Copa de la Liga. Sufrió una lesión en la temporada 2003-04 pero se las arregló para marcar 19 goles, consiguiendo su gol número 150 con la camiseta del Liverpool, el 15 de febrero de 2004 contra el Portsmouth. Después de que Gérard Houllier fuese despedido como entrenador del Liverpool, las especulaciones sobre la salida de Owen fueron creciendo. El 13 de agosto de 2004 fichó por el Real Madrid, por 8 millones de libras.

### Real Madrid

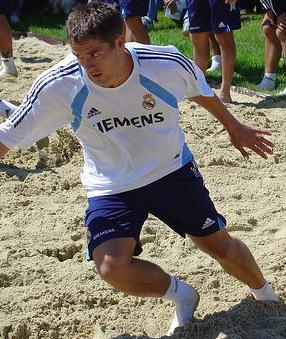
Owen en el Real Madrid.

En 2004 fichó por el Real Madrid por unos 12 millones de euros. En una operación relámpago, Owen fue presentado con el número 11 del Real Madrid. Owen inició a menudo en el banquillo, lo que generó críticas de los aficionados y de la prensa por estar fuera de forma.
Regresó con la selección de Inglaterra en octubre de 2004. En el siguiente partido con el Real Madrid anotó su primer gol, contra el Dinamo de Kiev en la Liga de Campeones, partido que ganarían gracias a Owen. Unos días más tarde, marcó su primer gol en la liga española en la victoria por 1-0 sobre el Valencia.
Continuó anotando, marcando cinco goles en siete partidos consecutivos. Owen tuvo un lento comienzo de su carrera en Madrid, pero obtuvo una buena cifra goleadora siendo suplente en la mayoría de los partidos y teniendo que compartir en ataque y protagonismo con Ronaldo, Raúl, Zinedine Zidane, Figo incluso Morientes que acababa de volver de su cesión al Mónaco. En esa temporada, si bien demostró que era un delantero de calidad, su falta de continuidad, sus lesiones y la escasez de respuestas del club, contribuyeron a opacar su figura enormemente.Es cierto que Owen empezó desde el banquillo, pero con la llegada de Vanderlei Luxemburgo, entrenador brasileño, Owen empezó a gozar de más continuidad en lugar de Luís Figo, saliendo como titular en el segundo clásico de la temporada en el Santiago Bernabeú, marcando el cuarto gol del Real Madrid de factura mundial.
A pesar de ser ovacionado por el estadio Santiago Bernabéu durante el partido que enfrentaba al Real Madrid contra el MLS Select, donde se disputaban el Trofeo Santiago Bernabéu al final de la temporada y debido a la llegada de nuevos refuerzos en la delantera merengue decidió volver a Inglaterra. La vida de Owen no fue fácil en Madrid, ya que no consiguió casa rápidamente y tuvo que alojarse en un hotel durante un gran periodo de tiempo, donde su familia deseaba volver a casa. En su regreso seguramente influyeron las lesiones o la falta de continuidad. Esta vez recaló en el Newcastle United por 24 millones de euros.

### Newcastle United
El 24 de agosto de 2005, el Newcastle United anunció que había acordado una cifra récord de 16 millones de libras para obtener a Owen, aunque todavía tuvo que negociar con los asesores del jugador. Liverpool y Everton, el rival local, entraron en la puja, pero no estaban dispuestos a alcanzar el precio de salida fijado por el Real Madrid. Dado que la Copa Mundial de 2006 estaba a menos de un año de distancia, Owen quería más tiempo de juego para asegurar su posición como el delantero titular en la Selección de Inglaterra y se unió a Newcastle en medio de rumores de que había acordado una cláusula de rescisión por valor de 12 millones de libras.
El 31 de agosto de 2005 Owen finalmente firmó un contrato de cuatro años para jugar en el Newcastle United, a pesar de la especulación inicial de la prensa sobre su regreso a Liverpool. Alrededor de 20 000 aficionados estuvieron presentes en Newcastle para la presentación de Owen como nuevo jugador.
Varios días después de firmar sufrió la lesión en uno de sus muslos en la pretemporada, que lo descartó para el inicio de la temporada 2005-06. Marcó su primer gol para el club en su segunda aparición. Owen anotó su primer hat-trick con el Newcastle en el 4-2 sobre el West Ham el 17 de diciembre. También fue un hat trick perfecto, con un gol con pie izquierdo, derecho, y la cabeza.
El 31 de diciembre de 2005, Owen se rompió un hueso metatarsiano de su pie en un partido contra el Tottenham Hotspur. Se sometió a una cirugía para colocar un alfiler en el hueso, para ayudar a acelerar el proceso de curación. Se esperaba que estuviera fuera de acción hasta finales de marzo, pero el proceso de curación no fue como se esperaba y el 24 de marzo se sometió a una segunda operación menor.
Fue sometido a una nueva radiografía y estuvo disponible para el último partido de Newcastle de la temporada.
Unos daños en el ligamento anterior cruzado de la rodilla derecha, ocurridos en el primer minuto del partido de grupo contra Suecia en la Copa del Mundo de 2006, mantuvieron a Owen fuera de partidos oficiales de fútbol durante casi un año, hasta abril de 2007.
La gravedad de la lesión de Owen en la Copa Mundial alimentó la controversia en la llamada «guerra de club contra país» en Inglaterra, centrada en la responsabilidad del organismo gobernante mundial de la FIFA y la Asociación Nacional Inglesa de la FA por el costo de las lesiones de los jugadores mientras disputan partidos con sus selecciones nacionales. El Newcastle se vio perjudicado por un largo periodo de tiempo, ya que Owen ahora estaría fuera de acción en la siguiente Premier League y competiciones de la Copa como consecuencia de la lesión en la Copa del Mundo. Bajo el régimen de seguros existentes entre el club y el país, la FIFA y la FA tuvieron que pagar los salarios semanales de Owen desde que sufrió la lesión, por un total de 2 millones de libras por el tiempo que estuvo fuera de acción.
Owen comenzó a entrenar de nuevo el 12 de febrero de 2007, cuando las imágenes en la web oficial del club, destacaron a Owen en ejecución y realización de ejercicios de menor importancia. Owen entonces disputó su primer partido con el Newcastle United en más de un año, contra el Reading el 30 de abril de 2007 en un partido que Newcastle United perdió 1-0. Jugó los 90 minutos, con un gol anulado por fuera de juego.
El 5 de abril de 2008, después de que su equipo protagonizase un mal inicio de temporada, Owen anotó seis goles en los últimos seis partidos, ayudando al ascenso del Newcastle a puestos de mitad de la tabla después de los temores de descenso anteriores, con cuatro victorias y dos empates. En el último partido de la temporada, Owen anotó en la derrota por 3-1 ante el Everton, terminando con 11 goles en total, colocándose en la posición 13.ª de goleadores de la Premier League de la temporada 2007-2008.
En la temporada 2008-2009, contó con más continuidad que en temporadas anteriores, anotando cuatro goles en doce partidos de liga. Siendo la temporada 2008-09 el año final de su contrato con el Newcastle, Owen era libre para firmar un precontrato con otros clubes durante el mes de enero. El 22 de diciembre de 2008, Owen rechazó una oferta de renovación del Newcastle, pero declaró que no iba a buscar una salida en el mercado de invierno y que su intención era la de aplazar las negociaciones sobre su situación contractual hasta el final de la temporada. Con la especulación sobre su futuro sigue en la segunda mitad de la temporada. Owen recibió una indemnización por daños sustanciales en junio en el Tribunal Superior de Londres y una disculpa pública, a raíz de un rumor publicado el 15 de mayo en el Daily Express, alegando que debido a una falta de interés de clubes de la Premier League, la carrera de Owen llegaba a su fin y este tenía la intención de retirarse.
El club contrató a su compañero de equipo Alan Shearer como entrenador temporal para los ocho últimos partidos de la liga, pero después de una temporada desastrosa para el club en general, en la última jornada de la temporada disputada el 24 de mayo, el Newcastle descendió de la Premier League por primera vez en 15 años.
El 14 de junio se informó de que la empresa representante de Owen, Wasserman Media Group, había enviado folletos publicitarios de 34 páginas sobre Owen a varios clubes. El 22 de junio Owen confirmó que no renovaría por el Newcastle, ya que prefería recalar en un club de la Premier League, o de otro club extranjero de nivel. Se informó de que Owen no iniciaría las negociaciones con otro club hasta después del 30 de junio, cuando, al término de su contrato, contaría con la carta de libertad.
Owen tuvo un paso lleno de altibajos en su estancia con el Newcastle, pues a pesar de bastantes goles, el equipo descendió de categoría. Tras esto fichó como libre por Manchester United.

### Manchester United

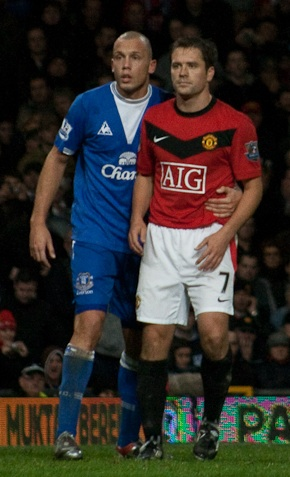
Owen junto al zaguero John Heitinga en 2009.

El 3 de julio de 2009, se anunció que Owen había firmado un contrato de dos años con el campeón de liga, el Manchester United. Owen también había mantenido contactos con el Hull City, Stoke City, el Everton y el Aston Villa, antes de la firma con el United, y dijo que el planteamiento de Alex Ferguson fue «de la nada». Owen vistió la camiseta número 7, que había quedado libre por la salida de Cristiano Ronaldo. Owen marcó su primer gol para el United en su debut, en el minuto 84 después de entrar como suplente en un amistoso de pretemporada contra un Malasia XI.
Owen hizo su debut en liga con el United al salir desde el banquillo en el partido ante el Birmingham City el 16 de agosto, que terminó con victoria para el United por 1-0. Anotó su primer gol en liga con la camiseta del Manchester United contra el Wigan Athletic el 22 de agosto en una victoria por 5-0.
El 20 de septiembre, Owen anotó su primer gol en Old Trafford. Marcó a los seis minutos de tiempo de descuento contra el rival local, el Manchester City, permitiendo la victoria del United en el derbi por 4 goles a 3. Este era el cuarto derbi en el que marcaba Owen, después del de Merseyside, El Clásico de Inglaterra y el Tyne-Wear derby en años anteriores.

### Stoke City
El 4 de septiembre de 2012 Owen fichó con el Stoke City como agente libre, fichando con el club por un año, pendiente de la aprobación de la Premier League inglesa debido a que el trato se concluyó una vez cerrado el mercado de traspasos.
Se le entregó la camiseta número 10 que anteriormente usaba Ricardo Fuller e hizo su debut en el empate 1-1 contra el Manchester City el 15 de septiembre de 2012. La carrera de Owen con el Stoke se vio obstaculizada por una lesión de muslo que le permitió jugar tan solo 8 encuentros en la Premier. Owen anotó su primer gol con este equipo el 19 de enero de 2013, en la derrota por 3-1 ante el Swansea City, su primer gol desde el 25 de octubre de 2011. Al hacerlo se convirtió en el séptimo jugador en alcanzar los 150 goles en la premier. El 19 de marzo de 2013 anunció que se retiraría del fútbol profesional una vez finalizada la actual temporada. Su último partido lo disputaría entrando desde el banco de suplentes el 19 de mayo contra el Southampton, finalizando su última temporada con 9 partidos disputados anotando un solo gol, recibiendo la ovación final del público presente.

## Selección nacional
Owen debutó con la selección inglesa en un partido amistoso ante Chile en Wembley, el cual perdieron 2-0 con dos goles de Marcelo Salas. Con la selección de Inglaterra ha jugado los Mundiales de 1998, 2002 y 2006, además de las Eurocopas de 2000 y 2004. En el Mundial de 1998, Owen se convirtió en el goleador más joven de la historia de la copa. Cuando marcó el primer gol, el 22 de junio, en el partido contra Rumania, tenía tan solo 18 años y 191 días.
En este mismo torneo, jugó para su selección frente a la selección de Argentina en los octavos de final, donde terminaría siendo eliminado por penales tras empatar 2-2 en el tiempo reglamentario. En este partido, Owen convirtió el gol del transitorio 2 a 1 a favor de su equipo. Este gol lo convirtió recibiendo un pase desde su terreno de juego estando él en el campo rival. Al recibir el pase corrió hacia el área rival, dejando a dos defensores en el camino y rematando desde adentro del área de manera brillante. Este gol, fue considerado por la FIFA como el segundo mejor gol ejecutado en la historia de las Copas del Mundo.
Actualmente es el cuarto máximo goleador histórico de su selección, con 40 goles, y es el séptimo jugador con mayor partidos internacionales, con un total de 89.
Con la selección sub-15 jugó 8 partidos anotando una increíble marca goleadora de 12 goles. Con la selección sub-16 jugó 11 partidos y anotó 15 goles. Con la selección sub-18 jugó 14 partidos y anotó 10 goles. Con la selección sub-21 jugó un partido y anotó un gol.

### Participaciones en Copas del Mundo
| Mundial              | Sede                  | Resultado        | PJ | Goles |
| -------------------- | --------------------- | ---------------- | -- | ----- |
| Copa Mundial de 1998 | Francia               | Octavos de final | 4  | 2     |
| Copa Mundial de 2002 | Corea del Sur y Japón | Cuartos de final | 5  | 2     |
| Copa Mundial de 2006 | Alemania              | Cuartos de final | 3  | 0     |

### Participaciones en Eurocopas
| Edición       | Sede                   | Resultado        |
| ------------- | ---------------------- | ---------------- |
| Eurocopa 2000 | Bélgica y Países Bajos | Primera ronda    |
| Eurocopa 2004 | Portugal               | Cuartos de final |

## Estadísticas

### Clubes
| Liverpool F. C. Inglaterra |               |               |     |     |    |    |    |    |    |    |     |     |     |      |      |
| 1.ª | 1997          | 2             | 1   | 0   | —  | —  | —  | —  | —  | —  | 2   | 1   | 0   | 0,50 |      |
| 1.ª | 1997-98       | 36            | 18  | 10  | 4  | 4  | 2  | 4  | 1  | 0  | 44  | 23  | 12  | 0,52 |      |
| 1.ª | 1998-99       | 30            | 18  | 5   | 4  | 3  | 1  | 6  | 2  | 2  | 40  | 23  | 8   | 0,58 |      |
| 1.ª | 1999-00       | 27            | 11  | 3   | 3  | 1  | 0  | —  | —  | —  | 30  | 12  | 3   | 0,40 |      |
| 1.ª | 2000-01       | 28            | 16  | 3   | 7  | 4  | 1  | 11 | 4  | 3  | 46  | 24  | 7   | 0,52 |      |
| 1.ª | 2001-02       | 29            | 19  | 1   | 3  | 3  | 0  | 11 | 6  | 2  | 43  | 28  | 3   | 0,65 |      |
| 1.ª | 2002-03       | 35            | 19  | 5   | 7  | 2  | 1  | 12 | 7  | 1  | 54  | 28  | 7   | 0,52 |      |
| 1.ª | 2003-04       | 29            | 18  | 5   | 3  | 2  | 1  | 6  | 3  | 0  | 38  | 23  | 6   | 0,50 |      |
| Total club | Total club    | 216           | 138 | 39  | 31 | 18 | 4  | 50 | 22 | 8  | 289 | 163 | 51  | 0,56 |      |
| Real Madrid C. F. · España |               |               |     |     |    |    |    |    |    |    |     |     |     |      |      |
| 1.ª | 2004-05       | 36            | 13  | 4   | 4  | 2  | 0  | 5  | 1  | 2  | 45  | 16  | 6   | 0,52 |      |
| Total club | Total club    | 36            | 13  | 4   | 4  | 2  | 0  | 5  | 1  | 2  | 45  | 16  | 6   | 0,35 |      |
| Newcastle United F. C. Inglaterra |               |               |     |     |    |    |    |    |    |    |     |     |     |      |      |
| 1.ª | 2005-06       | 11            | 7   | 1   | —  | —  | —  | —  | —  | —  | 11  | 7   | 1   | 0,64 |      |
| 1.ª | 2006-07       | 3             | 0   | 0   | —  | —  | —  | —  | —  | —  | 3   | 0   | 0   | 0,00 |      |
| 1.ª | 2007-08       | 29            | 11  | 0   | 4  | 2  | 0  | —  | —  | —  | 33  | 13  | 0   | 0,39 |      |
| 1.ª | 2008-09       | 28            | 8   | 0   | 4  | 2  | 0  | —  | —  | —  | 32  | 10  | 0   | 0,31 |      |
| Total club | Total club    | 71            | 26  | 1   | 8  | 4  | 0  | 0  | 0  | 0  | 79  | 30  | 1   | 0,38 |      |
| Manchester United F. C. Inglaterra |               |               |     |     |    |    |    |    |    |    |     |     |     |      |      |
| 1.ª | 2009-10       | 19            | 3   | 0   | 6  | 2  | 1  | 6  | 4  | 0  | 31  | 9   | 1   | 0,29 |      |
| 1.ª | 2010-11       | 11            | 2   | 0   | 4  | 3  | 1  | 2  | 0  | 0  | 17  | 5   | 1   | 0,29 |      |
| 1.ª | 2011-12       | 1             | 0   | 0   | 2  | 3  | 0  | 1  | 0  | 0  | 4   | 3   | 0   | 0,75 |      |
| Total club | Total club    | 31            | 5   | 0   | 12 | 8  | 2  | 9  | 4  | 0  | 52  | 17  | 2   | 0,33 |      |
| Stoke City F. C. Inglaterra |               |               |     |     |    |    |    |    |    |    |     |     |     |      |      |
| 1.ª | 2012-13       | 8             | 1   | 0   | 1  | 0  | 0  | —  | —  | —  | 9   | 1   | 0   | 0,11 |      |
| Total club | Total club    | 8             | 1   | 0   | 1  | 0  | 0  | 0  | 0  | 0  | 9   | 1   | 0   | 0,11 |      |
| Total carrera | Total carrera | Total carrera | 362 | 163 | 34 | 56 | 32 | 6  | 64 | 27 | 8   | 482 | 259 | 63   | 0,46 |
| (1) Incluye datos de la Copa del Rey (2004-05); Community Shield (2001-10); Copa de la Liga de Inglaterra (1998-11); FA Cup (1999-13). (3) Incluye datos de la Supercopa de la UEFA (2001); Copa de la UEFA (1997-04); Liga de Campeones de la UEFA (2001-11). (3) No incluye goles en partidos amistosos. |               |               |     |     |    |    |    |    |    |    |     |     |     |      |      |

### Selecciones
| Selección | Temporada     | Amistosos | Amistosos | Amistosos | Europa(1) | Europa(1) | Europa(1) | Mundial | Mundial | Mundial | Total | Total | Total  | Media goleadora |
| Selección | Temporada     | Part.     | Goles     | Asist.    | Part.     | Goles     | Asist.    | Part.   | Goles   | Asist.  | Part. | Goles | Asist. | Media goleadora |
| --- | ------------- | --------- | --------- | --------- | --------- | --------- | --------- | ------- | ------- | ------- | ----- | ----- | ------ | --------------- |
| Sub-15 Inglaterra | 1995          | 8         | 12        | 2         | —         | —         | —         | —       | —       | —       | 8     | 12    | 2      | 1,50            |
| Sub-15 Inglaterra | Total         | 8         | 12        | 2         | 0         | 0         | 0         | 0       | 0       | 0       | 8     | 12    | 2      | 1,50            |
| Sub-16 Inglaterra | 1995          | 4         | 7         | 1         | 2         | 3         | 1         | —       | —       | —       | 6     | 10    | 2      | 1,67            |
| Sub-16 Inglaterra | 1996          | 1         | 2         | 0         | 4         | 3         | 1         | —       | —       | —       | 5     | 5     | 1      | 1,00            |
| Sub-16 Inglaterra | Total         | 5         | 9         | 1         | 6         | 6         | 2         | 0       | 0       | 0       | 11    | 15    | 3      | 1,36            |
| Sub-18 Inglaterra | 1996          | —         | —         | —         | 8         | 6         | 2         | —       | —       | —       | 8     | 6     | 2      | 0,75            |
| Sub-18 Inglaterra | 1997          | 4         | 3         | 0         | 2         | 1         | 0         | —       | —       | —       | 6     | 4     | 0      | 0,67            |
| Sub-18 Inglaterra | Total         | 4         | 3         | 0         | 10        | 7         | 2         | 0       | 0       | 0       | 14    | 10    | 2      | 0,71            |
| Sub-20 Inglaterra | 1997          | —         | —         | —         | —         | —         | —         | 4       | 3       | 1       | 4     | 3     | 1      | 0,75            |
| Sub-20 Inglaterra | Total         | 0         | 0         | 0         | 0         | 0         | 0         | 4       | 3       | 1       | 4     | 3     | 1      | 0,75            |
| Sub-21 Inglaterra | 1997          | —         | —         | —         | 1         | 1         | 1         | —       | —       | —       | 1     | 1     | 1      | 1,00            |
| Sub-21 Inglaterra | Total         | 0         | 0         | 0         | 1         | 1         | 1         | 0       | 0       | 0       | 1     | 1     | 1      | 1,00            |
| Absoluta B Inglaterra | 2006          | 1         | 0         | 0         | —         | —         | —         | —       | —       | —       | 1     | 0     | 0      | 0,00            |
| Absoluta B Inglaterra | 2007          | 1         | 0         | 0         | —         | —         | —         | —       | —       | —       | 1     | 0     | 0      | 0,00            |
| Absoluta B Inglaterra | Total         | 2         | 0         | 0         | 0         | 0         | 0         | 0       | 0       | 0       | 1     | 0     | 0      | 0,00            |
| Absoluta Inglaterra | 1998          | 5         | 1         | 0         | 3         | 1         | 0         | 4       | 2       | 0       | 12    | 4     | 0      | 0,33            |
| Absoluta Inglaterra | 1999          | 2         | 0         | 0         | 4         | 1         | 0         | —       | —       | —       | 6     | 1     | 0      | 0,17            |
| Absoluta Inglaterra | 2000          | 2         | 2         | 0         | 4         | 1         | 0         | —       | —       | —       | 6     | 3     | 0      | 0,50            |
| Absoluta Inglaterra | 2001          | 3         | 0         | 0         | 5         | 6         | 0         | —       | —       | —       | 8     | 6     | 0      | 0,75            |
| Absoluta Inglaterra | 2002          | 5         | 2         | 0         | 2         | 1         | 0         | 5       | 2       | 1       | 12    | 5     | 1      | 0,42            |
| Absoluta Inglaterra | 2003          | 4         | 1         | 0         | 5         | 4         | 0         | —       | —       | —       | 9     | 5     | 0      | 0,56            |
| Absoluta Inglaterra | 2004          | 5         | 2         | 0         | 8         | 2         | 4         | —       | —       | —       | 13    | 4     | 4      | 0,31            |
| Absoluta Inglaterra | 2005          | 4         | 5         | 0         | 5         | 2         | 0         | —       | —       | —       | 9     | 7     | 0      | 0,78            |
| Absoluta Inglaterra | 2006          | 2         | 1         | 2         | —         | —         | —         | 3       | 0       | 0       | 5     | 1     | 2      | 0,20            |
| Absoluta Inglaterra | 2007          | 3         | 0         | 0         | 5         | 4         | 2         | —       | —       | —       | 8     | 4     | 2      | 0,50            |
| Absoluta Inglaterra | 2008          | 1         | 0         | 0         | —         | —         | —         | —       | —       | —       | 1     | 0     | 0      | 0,00            |
| Absoluta Inglaterra | Total         | 36        | 14        | 2         | 41        | 22        | 6         | 12      | 4       | 1       | 89    | 40    | 9      | 0,45            |
| Total carrera | Total carrera | 55        | 38        | 5         | 58        | 36        | 11        | 16      | 7       | 2       | 129   | 81    | 18     | 0,63            |
| (1) Incluye los partidos de la Eurocopa Sub-16 (1995-96); Eurocopa Sub-18 (1996-97); Eurocopa Sub-21 (1997); Eurocopa / Clasificatorias Europeas (1998-07). |               |           |           |           |           |           |           |         |         |         |       |       |        |                 |

### Resumen estadístico
| Competición           | Partidos | Goles | Promedio | Asistencias | Promedio | Goles y asistencias | Promedio |
| --------------------- | -------- | ----- | -------- | ----------- | -------- | ------------------- | -------- |
| Primera División      | 362      | 163   | 0,45     | 34          | 0,09     | 197                 | 0,54     |
| Copas nacionales      | 56       | 31    | 0,55     | 6           | 0,11     | 37                  | 0,66     |
| Copas internacionales | 64       | 27    | 0,42     | 8           | 0,13     | 35                  | 0,55     |
| Selección Absoluta    | 89       | 40    | 0,45     | 9           | 0,10     | 49                  | 0,55     |
| Selección Absoluta B  | 2        | 0     | 0,00     | 0           | 0,00     | 0                   | 0,00     |
| Selección Sub-21      | 1        | 1     | 1,00     | 1           | 1,00     | 2                   | 2,00     |
| Selección Sub-20      | 4        | 3     | 0,75     | 1           | 0,25     | 4                   | 1,00     |
| Selección Sub-18      | 14       | 10    | 0,71     | 2           | 0,14     | 12                  | 0,86     |
| Selección Sub-16      | 11       | 15    | 1,36     | 3           | 0,27     | 18                  | 1,64     |
| Selección Sub-15      | 8        | 12    | 1,50     | 2           | 0,25     | 14                  | 1,75     |
| Total                 | 611      | 302   | 0,49     | 66          | 0,11     | 368                 | 0,60     |

### Hat-tricks
| 1  | 20 de agosto de 1995     | Bootham Crescent, York              | Inglaterra Sub-15 - Bélgica Sub-15           |  | 7 - 1 | Amistoso                              |
| 2  | 5 de septiembre de 1995  | Bootham Crescent, York              | Inglaterra Sub-15 - Austria Sub-15           |  | 5 - 0 | Amistoso                              |
| 3  | 13 de octubre de 1996    | Bootham Crescent, York              | Inglaterra Sub-18 - Irlanda del Norte Sub-18 |  | 4 - 0 | Europeo Sub-18 1997                   |
| 4  | 18 de noviembre de 1997  | Anfield, Liverpool                  | Liverpool - Grimsby Town                     |  | 3 - 0 | Copa de la Liga de Inglaterra 1997-98 |
| 5  | 14 de febrero de 1998    | Hillsborough, Sheffield             | Sheffield Wednesday - Liverpool              |  | 3 - 3 | Premier League 1997-98                |
| 6  | 30 de agosto de 1998     | St James' Park, Newcastle upon Tyne | Newcastle United - Liverpool                 |  | 1 - 4 | Premier League 1998-99                |
| 7  | 24 de octubre de 1998    | Anfield, Liverpool                  | Liverpool - Nottingham Forest                |  | 5 - 1 | Premier League 1998-99                |
| 8  | 6 de septiembre de 2000  | Anfield, Liverpool                  | Liverpool - Aston Villa                      |  | 3 - 1 | Premier League 2000-01                |
| 9  | 5 de mayo de 2001        | Anfield, Liverpool                  | Liverpool - Newcastle United                 |  | 3 - 0 | Premier League 2000-01                |
| 10 | 8 de agosto de 2001      | Olímpico de Helsinki, Töölö         | Haka Valkeakoski - Liverpool                 |  | 0 - 5 | Liga de Campeones de la UEFA 2001-02  |
| 11 | 1 de septiembre de 2001  | Olímpico, Múnich                    | Alemania - Inglaterra                        |  | 1 - 5 | Clasificatorias UEFA 2002             |
| 12 | 28 de septiembre de 2002 | Maine Road, Mánchester              | Manchester City - Liverpool                  |  | 0 - 3 | Premier League 2002-03                |
| 13 | 22 de octubre de 2002    | Olímpico Luzhnikí, Moscú            | Spartak de Moscú - Liverpool                 |  | 1 - 3 | Liga de Campeones de la UEFA 2002-03  |
| 14 | 23 de abril de 2003      | The Hawthorns, West Bromwich        | West Bromwich Albion - Liverpool             |  | 0 - 6 | Premier League 2002-03                |
| 15 | 30 de mayo de 2005       | Giants Stadium, Nueva Jersey        | Inglaterra - Colombia                        |  | 3 - 2 | Amistoso                              |
| 16 | 17 de diciembre de 2005  | Boleyn Ground, Londres              | West Ham United - Newcastle United           |  | 2 - 4 | Premier League 2005-06                |
| 17 | 8 de diciembre de 2009   | Volkswagen-Arena, Wolfsburgo        | Wolfsburgo - Manchester United               |  | 1 - 3 | Liga de Campeones de la UEFA 2009-10  |

## Palmarés

### Campeonatos nacionales
| Título           | Club              | País       | Año  |
| ---------------- | ----------------- | ---------- | ---- |
| Carling Cup      | Liverpool         | Inglaterra | 2001 |
| FA Cup           | Liverpool         | Inglaterra | 2001 |
| Community Shield | Liverpool         | Inglaterra | 2001 |
| Carling Cup      | Liverpool         | Inglaterra | 2003 |
| Carling Cup      | Manchester United | Inglaterra | 2010 |
| Community Shield | Manchester United | Inglaterra | 2010 |
| Premier League   | Manchester United | Inglaterra | 2011 |
| Community Shield | Manchester United | Inglaterra | 2011 |

### Campeonatos internacionales
| Título              | Club             | País       | Año     |
| ------------------- | ---------------- | ---------- | ------- |
| Copa de la UEFA     | Liverpool        | Alemania   | 2000-01 |
| Supercopa de Europa | Liverpool        | Mónaco     | 2001    |
| Copa Intertoto      | Newcastle United | Inglaterra | 2006    |

### Distinciones individuales
| Distinción                                      | Año               |
| ----------------------------------------------- | ----------------- |
| Mejor jugador joven Copa Mundial de Fútbol 1998 | 1998              |
| Premio PFA al jugador joven del año             | 1998              |
| Balón de Oro                                    | 2001              |
| Elegido jugador FIFA 100                        | 2000              |
| Premio world soccer al mejor jugador del mundo  | 2001              |
| 2 Bota de Oro de la Premier League              | 1997-98 y 1998-99 |

## Vida personal
En 2022 apareció en el concurso de televisión de ITV The Masked Singer, bajo la máscara de Donuts.